# Trouballs
Trouballs — відеогра в жанрі головоломка, випущена ексклюзивно для портативної приставки Game Boy Color 2 жовтня 2001 року тільки для Північної Америки. Розробкою головоломки займалася студія Paragon 5, а видавцем виступила компанія Capcom.
Метою гри є очищення колодязя від різноколірних куль, для чого гравець повинен їх пересувати за годинниковою або проти годинникової стрілки, щоб кулі утворили прямокутник, після чого вони зникають. Загалом у грі понад сто рівнів, кожен із яких вимагає унікальну тактику для очищення колодязя.
Ігрова преса неоднозначно відгукнулася про Trouballs. До переваг гри оглядачі віднесли цікаву ідею та захопливу головоломку. Водночас основними об'єктами критики стали якість графіки та звуку, а також обмежений час на проходження рівнів.

## Ігровий процес

Другий рівень. Ціль гри — очищення колодязя від різноколірних кульок. На скриншоті один поворот за годинниковою стрілкою (активна шестерня підсвічена зеленим кольором) призведе до синього квадрата 2х2, але після цього дві сині кулі, що залишилися, знищити буде неможливо

Trouballs є гра-головоломка, виконана у двовимірній графіці.
Метою гри є спустошення криниці від усіх присутніх у ньому різноколірних шарів. Для цього необхідно за допомогою шестерень переміщати в одну з чотирьох позицій за годинниковою або проти годинникової стрілки кулі так, щоб вони сформували одноколірний 2x2 квадрат або їх сукупність, після чого ці кулі зникають, а на їхнє місце падають кулі, що знаходилися вище. Всього в грі більше ніж сто рівнів, кожен з яких вимагає свою тактику для очищення колодязя або має свої особливості, наприклад очищення колодязя від куль, що постійно падають, протягом певного часу. З кожним разом рівні стають складнішими, наприклад, на пізніших рівнях поворот однієї шестерні може призвести до обертання іншої. Час для очищення колодязя обмежений, і якщо воно закінчиться, то губиться життя. Також життя втрачається у тому випадку, якщо гравець починає рівень заново. Залежно від часу, за який було завершено рівень, нараховується певна кількість очок. Після кожного пройденого рівня видається пароль для пропуску вже завершених рівнів. Крім цього, у грі також є режим практики вивчення основ геймплея; у будь-який момент із нього можна вийти в меню.

## Розробка та вихід гри
Trouballs була анонсована 2 лютого 2001 року. Розробником гри виступила студія Paragon 5, а видавцем компанія Capcom. Trouballs схожа на інших представників жанру, проте має свої особливості, такі як понад сто рівнів, п'ять музичних композицій та обмеження часу на проходження рівня. За словами представників Capcom, завдяки цим унікальним особливостям головоломка кидає виклик гравцям, вимагаючи заробити максимально можливу кількість очок за найкоротший час.
Під час анонсу початковою датою виходу назвали квітень 2001 року, проте у результаті випуск відбувся лише 2 жовтня у Північній Америці.

## Оцінки та відгуки
| Видання | Оцінка |
| ------- | ------ |
| AllGame | [ 2 ]  |
| IGN     | 7/10   |

Оглядач сайту IGN, Крейг Гарріс, поставив Trouballs 7 балів з 10 можливих, і зазначив, що хоча гра і схожа з іншими представниками жанру, вона залишається цікавою та оригінальною головоломкою, проте звернув увагу на такі недоліки, як нерівномірну складність, і стирання часу таймера після закінчення рівня. У результаті Гарріс назвав Trouballs «гідним проєктом з безліччю різних головоломок».
Скайлер Міллер, рецензент сайту AllGame, оцінив Trouballs у 2,5 зірки з 5. До переваг була віднесена цікава ідея та висока складність, яка пропонує гравцям багато часу на проходження. Все ж таки, критику зазнали слабка анімація, надзвичайно погана музика, майже відсутні звукові ефекти, а також наявність таймера та життів, які «руйнують» всю ідею. Наприкінці огляду Міллер заявив: «Як завжди, будь-яка спроба інновацій у загальному статичному жанрі заслуговує на похвалу, але результат тут не може бути рекомендований».